# Japanagromyza bennetti
Japanagromyza bennetti este o specie de muște din genul Japanagromyza, familia Agromyzidae, descrisă de Spencer în anul 1973. Conform Catalogue of Life specia Japanagromyza bennetti nu are subspecii cunoscute.